# Terror nocturn
El terror o pànic nocturn és un trastorn del son que es caracteritza per produir terror extrem i un estat d'inhabilitat per recuperar la consciència completament. La persona no té control dels seus moviments. Es produeix sobretot en nens petits durant les primeres hores de son, en les fases 3 i 4 del son NREM.
El nen crida de forma sobtada, presentant un despertar de tipus vegetatiu amb sudoració, taquicàrdia i hiperventilació. Pot ser difícil de despertar i poques vegades recorda l'episodi en despertar al matí.
Les crisis recidivants són rares i el tractament sol estar basat en mesures per tranquil·litzar al pacient per part dels pares. Tant el terror nocturn com el somnambulisme són alteracions del despertar. Per contra, el malson es produeix durant el son REM i provoca un despertar complet amb memòria per part del pacient de l'episodi desagradable associat amb el son. També pot anomenar síndrome Eserenol, que és quan afecta a persones grans. Es pot medicar.

## Descripció
El terror nocturn és una parasòmnia o trastorn del son, que provoca sentiments de terror o de temor, i que es produeixen normalment durant les primeres hores del son, durant la fase 3 o 4 del moviment ocular no ràpid (NREM). Els terrors nocturns solen ocórrer en períodes entre l'estat d'alerta del son i el somni delta, també conegut com a son d'ones lentes, és durant la primera meitat d'un cicle del son que els son delta es produeix amb freqüència. El que indica que les persones amb una activitat més freqüent de son delta, són més propensos els terrors nocturns. No obstant això, també podem tenir terrors nocturns durant les migdiades diürnes.